# Panglin Plaza
Le Panglin Plaza est un gratte-ciel de 240 mètres construit en 2000 à Shenzhen en Chine.